# Aristolochia phetchaburiensis
Aristolochia phetchaburiensis là một loài thực vật có hoa trong họ Aristolochiaceae. Loài này được Chuakul & Saralamp mô tả khoa học đầu tiên năm 2001.